# For You I Will (Confidence)
For You I Will (Confidence) Teddy Geiger debütáló albumán az Underage Thinking-en van rajta. 2005. szeptember 6-án jelentették meg az USA-ban. 2006. június 27-én Ausztráliában és Új-Zélandon is kiadták.

## Ének információ
Teddy Geiger a videóklipben egy utcai zenész fiút játszik aki beleszeret egy lányba (a lány : a Laguna Beach-ből ismert Kristin Cavallari) aki pénzt akar adni neki. Viszont a lánynak van barátja. Majd Ő játszik a lány egyik buliján és így összejönnek. Platinalemez lett belőle 2006. április 13.

## Számok listája
Digitális letöltés (február 26.)
1. "For You I Will (Confidence)" – 3:49

CD számai (június 26.)
1. "For You I Will (Confidence)" – 3:48
2. "Do You Even Care?" – 3:54
3. "For You I Will (Confidence)" [Video] – 3:53

## Slágerlistás helyezések
| Chart (2006)                                                            | Elért helyezés |
| ----------------------------------------------------------------------- | -------------- |
| Australia Australian Recording Industry Association\|ARIA Singles Chart | 12             |
| Canada Airplay Chart                                                    | 35             |
| New Zealand RIANZ Singles Chart                                         | 24             |
| U.S. Billboard chart\|Billboard Hot 100                                 | 29             |
| U.S. Billboard Hot Adult Top 40 Recurrents                              | 2              |
| U.S. Billboard Hot Adult Top 40 Tracks                                  | 10             |
| U.S. Billboard Adult Top 40                                             | 17             |
| U.S. Billboard Hot Digital Songs                                        | 17             |
| U.S. Billboard Top 40 Mainstream                                        | 18             |
| U.S. Billboard Pop 100                                                  | 19             |
| U.S. Billboard Pop 100 Airplay                                          | 21             |
| U.S. Billboard Hot Adult Contemporary Tracks                            | 29             |
| World Adult Top 20 Singles                                              | 3              |